# ديف بيمبر
ديف بيمبر (بالإنجليزية: Dave Pember)‏ هو لاعب كرة قاعدة أمريكي، ولد في 24 مايو 1978 في سينسيناتي في الولايات المتحدة.